# River Silver
River Silver (с англ. — «Серебро реки») — альбом французского джазового контрабасиста алжирского происхождения Мишеля Бениты и его проекта Ethic, выпущенный в 2016 году лейблом ECM Records.

## Об альбоме
Программа записана международным составом, в который, кроме Бениты, входят швейцарский флюгельгорнист Мэтью Мишель, норвежский гитарист Эйвинд Аарсет, французский перкуссионист Филипп Гарсия и японская исполнительница на кото Миэко Миядзаки. Запись сделана в апреле 2015 года в Лугано под руководством продюсера Манфреда Эйхера.

## Отзывы
The Guardian оценил альбом в 3 звезды из 5. «Временами [музыка] расслабляет как тёплая ванна, но мелодии соблазнительны и поданы весьма деликатно», — отмечено в рецензии.

## Список композиций
| №  | Название             | Длительность |
| -- | -------------------- | ------------ |
| 1. | «Back From The Moon» | 5:50         |
| 2. | «River Silver»       | 4:37         |
| 3. | «I See Altitudes»    | 5:55         |
| 4. | «Off The Coast»      | 6:14         |
| 5. | «Yeavering»          | 3:46         |
| 6. | «Toonari»            | 5:59         |
| 7. | «Hacihi Gatsu»       | 4:44         |
| 8. | «Lykken»             | 6:02         |
| 9. | «Snowed In»          | 6:21         |

## Участники
- Michel Benita — контрабас
- Philippe Garcia — ударные
- Matthieu Michel — флюгергорн
- Eivind Aarset — гитара, электроника
- Mieko Miyazaki — кото